# Real G 4 Life
Real G 4 Life es el nombre del primer mixtape del cantante puertorriqueño de reggaeton Ñengo Flow. Fue publicado el 5 de enero de 2011 por Full Records. Se lanzó una edición para las plataformas digitales, el cual se publicó el 15 de mayo de 2011.
Cuenta con el sencillo «En las noches frías» y las colaboraciones De La Ghetto, Jory, Gotay, John Jay, Newtone y Randy Glock.

## Antecedentes
Contó con una versión diferente para las plataformas digitales como ITunes, el cual se lanzó debido al uso de canciones como nuevas versiones como en el caso de la canción «Deuces» con De La Ghetto, la cual es una versión en español de la canción del cantante Chris Brown y nunca se pagó por derechos de autor, por lo que se lanzó una nueva edición del mixtape.

## Contenido

### Influencias
Durante una entrevista, el exponente mencionó que la palabra Real G 4 Life, significa Real Gangster For Life y que parte de esa influencia vino del grupo de hip-hop de los 80's, N.W.A.

## Promoción

### Sencillos
Como promoción del disco, se lanzaron dos sencillos, entre ellos «Gansta Shit» en colaboración de John Jay y «En las noches frías», los cuales fueron lanzados en los últimos meses de 2010. El primer video musical de los dos sencillos fue interpretado por el mismo Ñengo Flow y John Jay en «Gansta Shit», video que fue dirigido y editado por Jacho Rodado en Medellín, Colombia. El video musical del segundo sencillo «En las noches frías» fue lanzado el 24 de septiembre de 2011, a su vez, fue el primer video musical publicado dentro del canal oficial del artista.

### Sencillos promocionales
Antes del lanzamiento del mixtape, se lanzó varios sencillos promocionales, entre ellos «Muerte instantánea» interpretado por John Jay y «Deuces» interpretado por Ñengo Flow con De La Ghetto, el cual se basó en una versión en español de la canción del mismo nombre del cantante estadounidense Chris Brown. El 22 de septiembre de 2011 fue lanzado el video musical del sencillo promocional «Muerte instantánea» de la mano del cantante puertorriqueño John Jay. El video fue dirigido por Gun B y Gyzu y presentado por la disquera White Lion Records y La M.A.S (Máxima Autoridad Suprema).

## Lista de canciones
| Edición estándar |                                               |                            |          |  |
| N.º              | Título                                        | Productor(es)              | Duración |  |
| 1.               | «Tú eres otra cosa» (con Jory)                | Sinfónico y Jan Paul       | 3:34     |  |
| 2.               | «Sinfónico con Yampi»                         | Sinfónico y Yampi          | 4:03     |  |
| 3.               | «Ahora verás»                                 | Sinfónico, Jan Paul y Onyx | 2:33     |  |
| 4.               | «En las noches frías»                         | Pain Digital               | 4:17     |  |
| 5.               | «Maniática»                                   | Jan Paul                   | 3:34     |  |
| 6.               | «Muerte instantánea» (con John Jay)           | Sinfónico                  | 3:40     |  |
| 7.               | «Jala pa' su lao»                             | Sinfónico                  | 3:22     |  |
| 8.               | «Torturao y to' jodió»                        | Yampi                      | 4:31     |  |
| 9.               | «Mafía verdadera»                             | Sinfónico                  | 3:37     |  |
| 10.              | «Déjala que vuele»                            | Yampi                      | 3:05     |  |
| 11.              | «Gansta shit» (con John Jay)                  | Sinfónico                  | 3:46     |  |
| 12.              | «Sabes que eres mía»                          | Dexter y Jan Paul          | 2:48     |  |
| 13.              | «Deuces (spanish version)» (con De La Ghetto) | DJ Blass                   | 4:34     |  |
| 14.              | «Encendía» (con Gotay)                        | Yampi                      | 3:25     |  |
| 15.              | «Soy el que mata» (con Newtone)               | Omi Corchea                | 3:22     |  |
| 16.              | «Me pide que le dé» (con Randy Glock)         | Sinfónico                  | 4:34     |  |
| 17.              | «Sin perse ninguna»                           | Sinfónico y Jan Paul       | 3:18     |  |
| 18.              | «Destrucción masiva»                          | Sinfónico                  | 3:27     |  |
| 19.              | «Perdiste»                                    | Sinfónico                  | 3:20     |  |

| Edición iTunes |                                       |                            |          |  |
| N.º            | Título                                | Productor(es)              | Duración |  |
| 1.             | «Muerte instantánea» (John Jay)       | Sinfónico                  | 3:38     |  |
| 2.             | «Destrucción masiva»                  | Sinfónico                  | 3:25     |  |
| 3.             | «Tú eres otra cosa» (con Jory)        | Sinfónico y Jan Paul       | 3:33     |  |
| 4.             | «Sinfónico con Yampi»                 | Sinfónico y Yampi          | 4:01     |  |
| 5.             | «Ahora verás»                         | Sinfónico, Onyx y Jan Paul | 2:31     |  |
| 6.             | «En las noches frías»                 | Pain Digital               | 4:15     |  |
| 7.             | «Torturao y to' jodió»                | Yampi                      | 4:29     |  |
| 8.             | «Encendía» (con Gotay)                | Yampi                      | 3:24     |  |
| 9.             | «Mafía verdadera»                     | Sinfónico                  | 3:24     |  |
| 10.            | «Gansta shit» (con John Jay)          | Sinfónico                  | 3:44     |  |
| 11.            | «Déjala que vuele»                    | Yampi                      | 3:03     |  |
| 12.            | «Soy el que mata» (con Newtone)       | Omi Corchea                | 3:20     |  |
| 13.            | «Me pide que le dé» (con Randy Glock) | Sinfónico                  | 4:32     |  |
| 14.            | «Jala pa' su lao»                     | Sinfónico                  | 3:20     |  |
| 15.            | «Sin perse ninguna»                   | Sinfónico y Jan Paul       | 3:16     |  |
| 16.            | «Perdiste»                            | Sinfónico                  | 3:18     |  |